# 斯托爾日奇山
46°21′1.008″N 14°24′16.992″E / 46.35028000°N 14.40472000°E

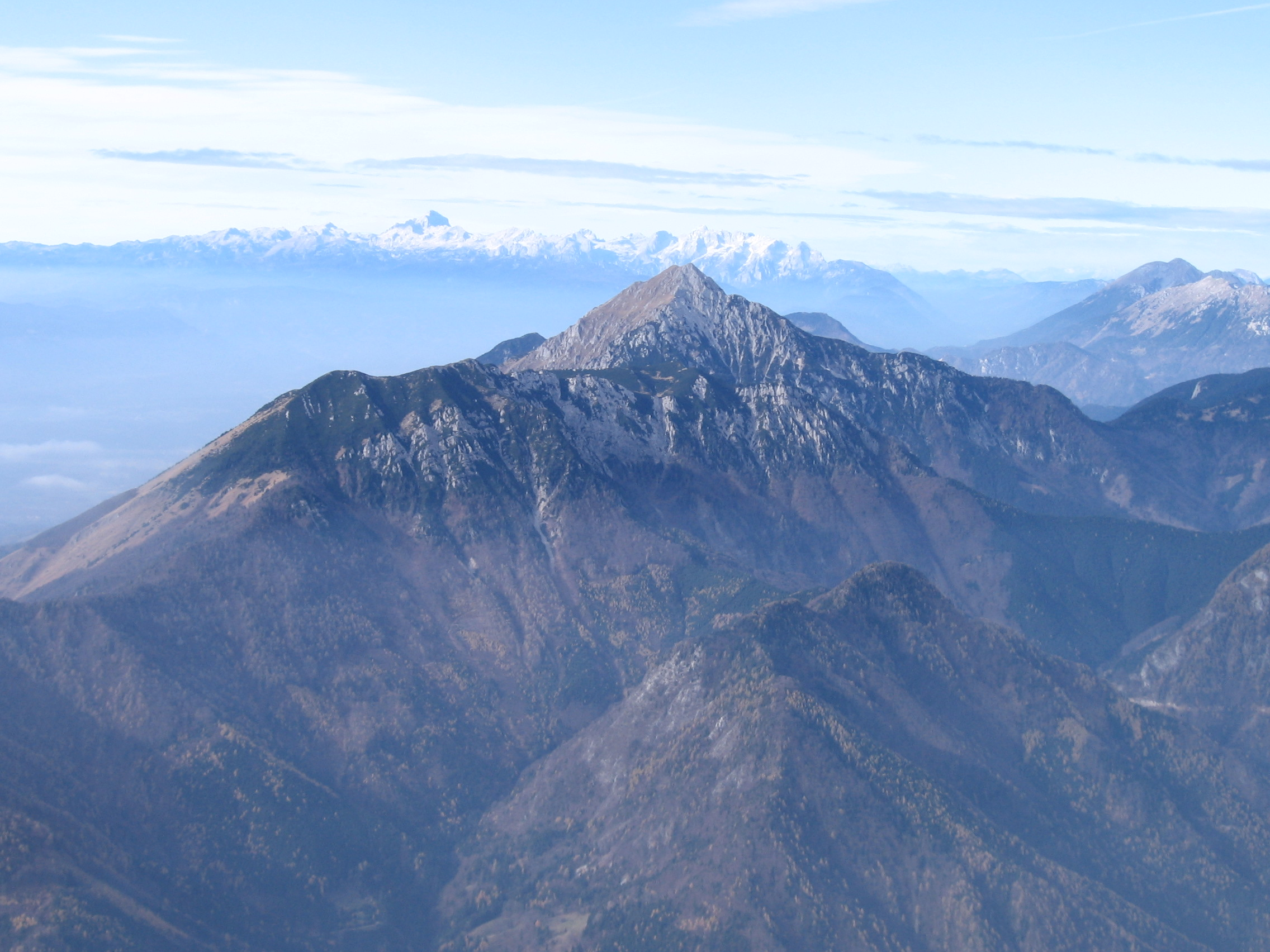

斯托爾日奇山，是斯洛文尼亞的山峰，位於該國北部，屬於卡姆尼克-薩維尼亞阿爾卑斯山脈的一部分，海拔高度2,132米，每年平均降雨量2,160毫米。